# Atletism la Jocurile Olimpice de vară din 2016 - 200 m (feminin)
Proba de 200 de metri feminin de la Jocurile Olimpice de vară din 2016 a avut loc în perioada 15-17 august pe Stadionul Olimpic.

## Recorduri
Înaintea acestei competiții, recordurile mondiale și olimpice erau următoarele:
| Record  | Atlet                          | Timp  | Loc                 | Data               |
| ------- | ------------------------------ | ----- | ------------------- | ------------------ |
| Mondial | Florence Griffith Joyner (USA) | 21.34 | Seul, Coreea de Sud | 29 septembrie 1988 |
| Olimpic | Florence Griffith Joyner (USA) | 21.34 | Seul, Coreea de Sud | 29 septembrie 1988 |

## Program
Orele sunt ora Braziliei (UTC-3) 
| Data                     | Timp        | Etapă      |
| ------------------------ | ----------- | ---------- |
| Luni, 15 august 2016     | 9:35        | Etapa 1    |
| Marți, 16 august 2016    | 22:00       | Semifinale |
| Miercuri, 17 august 2016 | 22:30 22:25 | Finala     |

## Format
Competiția a avut trei etape: runda întâi cu nouă serii, semifinalele cu trei serii și finala. Primele două atlete din fiecare serie și alte șase atlete cu cel mai rapid timp s-au calificat în semifinale. Primele două clasate în fiecare dintre cele trei semifinale s-au calificat în finală, împreună cu alte două atlete cu cel mai rapid timp.

## Rezultate

### Runda 1
Reguli de calificare: primii doi din fiecare serie (C) și următoarele șase atlete cu cel mai bun timp (c) se califică în semifinale.

#### Seria 1
| Loc | Culoar | Nume                | Naționalitate      | Reacție        | Timp  | Note      |
| --- | ------ | ------------------- | ------------------ | -------------- | ----- | --------- |
| 1   | 4      | Dafne Schippers     | Olanda             | 0.145          | 22.51 | (C)       |
| 2   | 7      | Nataliya Pohrebnyak | Ucraina            | 0.134          | 22.64 | (C)       |
| 3   | 6      | Crystal Emmanuel    | Canada             | 0.144          | 22.80 | (c), (PB) |
| 4   | 5      | Anna Kiełbasińska   | Polonia            | 0.155          | 22.95 | (SB)      |
| 5   | 2      | Reyare Thomas       | Trinidad și Tobago | 0.202          | 22.97 |           |
| 6   | 1      | Maja Mihalinec      | Slovenia           | 0.132          | 23.38 |           |
| 7   | 3      | Olivia Borlée       | Belgia             | 0.170          | 23.53 |           |
| 8   | 8      | Afa Ismail          | Maldive            | 0.193          | 24.96 | (RN)      |
|     |        |                     |                    | Vânt: +0,5 m/s |       |           |

#### Seria a 2-a
| Loc | Culoar | Nume               | Naționalitate              | Reacție        | Timp  | Note      |
| --- | ------ | ------------------ | -------------------------- | -------------- | ----- | --------- |
| 1   | 1      | Jenna Prandini     | Statele Unite ale Americii | 0.163          | 22.62 | (C)       |
| 2   | 7      | Lisa Mayer         | Germania                   | 0.172          | 22.86 | (C), (PB) |
| 3   | 6      | Tynia Gaither      | Bahamas                    | 0.160          | 22.90 | (c)       |
| 4   | 5      | Ángela Tenorio     | Ecuador                    | 0.160          | 22.94 | (c), (SB) |
| 5   | 3      | Celiangeli Morales | Puerto Rico                | 0.164          | 23.00 | (PB)      |
| 6   | 2      | Gloria Hooper      | Italia                     | 0.167          | 23.05 |           |
| 7   | 8      | Mariely Sánchez    | Republica Dominicană       | 0.159          | 23.39 |           |
| 8   | 4      | Cynthia Bolingo    | Belgia                     | 0.188          | 23.98 |           |
|     |        |                    |                            | Vânt: +0,8 m/s |       |           |

#### Seria a 3-a
| Loc | Culoar | Nume              | Naționalitate      | Reacție        | Timp  | Note           |
| --- | ------ | ----------------- | ------------------ | -------------- | ----- | -------------- |
| 1   | 3      | Michelle-Lee Ahye | Trinidad și Tobago | 0.170          | 22.50 | Format:AthAbbr |
| 2   | 5      | Simone Facey      | Jamaica            | 0.164          | 22.78 | Format:AthAbbr |
| 3   | 8      | Kauiza Venancio   | Brazilia           | 0.187          | 23.06 |                |
| 4   | 4      | Alyssa Conley     | Africa de Sud      | 0.114          | 23.17 |                |
| 5   | 1      | Isidora Jiménez   | Chile              | 0.132          | 23.29 |                |
| 6   | 2      | Estela García     | Spania             | 0.137          | 23.43 |                |
| 7   | 7      | Nataliya Strohova | Ucraina            | 0.164          | 23.69 |                |
| 8   | 6      | Yelena Ryabova    | Turkmenistan       | 0.170          | 25.45 |                |
|     |        |                   |                    | Vânt: +0,6 m/s |       |                |

#### Seria a 4-a
| Loc | Culoar | Nume               | Naționalitate    | Reacție        | Timp  | Note      |
| --- | ------ | ------------------ | ---------------- | -------------- | ----- | --------- |
| 1   | 7      | Marie Josée Ta Lou | Coasta de Fildeș | 0.141          | 22.31 | (C), (PB) |
| 2   | 4      | Elaine Thompson    | Jamaica          | 0.177          | 22.63 | (C)       |
| 3   | 3      | Gina Lückenkemper  | Germania         | 0.207          | 22.80 | (c)       |
| 4   | 2      | Maria Belimpasaki  | Grecia           | 0.183          | 23.19 |           |
| 5   | 6      | Justine Palframan  | Africa de Sud    | 0.151          | 23.33 |           |
| 6   | 1      | Janet Amponsah     | Ghana            | 0.157          | 23.67 |           |
| 7   | 8      | Diana Khubeseryan  | Armenia          | 0.146          | 25.16 |           |
| 8   | 5      | Margret Hassan     | Sudanul de Sud   | 0.263          | 26.99 | (PB)      |
|     |        |                    |                  | Vânt: +0,6 m/s |       |           |

#### Seria a 5-a
| Loc | Culoar | Nume                | Naționalitate  | Reacție        | Timp  | Note |
| --- | ------ | ------------------- | -------------- | -------------- | ----- | ---- |
| 1   | 4      | Blessing Okagbare   | Nigeria        | 0.158          | 22.71 | (C)  |
| 2   | 7      | Dina Asher-Smith    | Marea Britanie | 0.164          | 22.77 | (C)  |
| 3   | 1      | Anthonique Strachan | Bahamas        | 0.161          | 22.96 | (SB) |
| 4   | 8      | Tessa van Schagen   | Olanda         | 0.189          | 23.41 |      |
| 5   | 2      | Gina Bass           | Gambia         | 0.179          | 23.43 |      |
| 6   | 6      | Srabani Nanda       | India          | 0.150          | 23.58 |      |
| 7   | 5      | Aurelie Alcindor    | Mauritius      | 0.201          | 24.55 |      |
| 8   | 3      | Gayane Chiloyan     | Armenia        | 0.179          | 25.03 |      |
|     |        |                     |                | Vânt: -0,1 m/s |       |      |

#### Seria a 6-a
| Loc | Culoar | Nume                | Naționalitate              | Reacție       | Timp  | Note      |
| --- | ------ | ------------------- | -------------------------- | ------------- | ----- | --------- |
| 1   | 7      | Deajah Stevens      | Statele Unite ale Americii | 0.160         | 22.45 | (C)       |
| 2   | 4      | Nercely Soto        | Venezuela                  | 0.196         | 22.89 | (C), (SB) |
| 3   | 2      | Jamile Samuel       | Olanda                     | 0.159         | 23.04 |           |
| 4   | 5      | Ramona Papaioannou  | Cipru                      | 0.140         | 23.10 | (PB)      |
| 5   | 1      | Yelyzaveta Bryzhina | Ucraina                    | 0.178         | 23.28 |           |
| 6   | 8      | Nigina Sharipova    | Uzbekistan                 | 0.140         | 23.33 |           |
| 7   | 6      | Viktoriya Zyabkina  | Kazahstan                  | 0.167         | 23.34 |           |
| 8   | 3      | Najima Parveen      | Pakistan                   | 0.183         | 26.11 |           |
|     |        |                     |                            | Vânt: 0,0 m/s |       |           |

#### Seria a 7-a
| Loc | Culoar | Nume                   | Naționalitate              | Reacție        | Timp  | Note      |
| --- | ------ | ---------------------- | -------------------------- | -------------- | ----- | --------- |
| 1   | 6      | Ivet Lalova-Collio     | Bulgaria                   | 0.136          | 22.61 | (C)       |
| 2   | 3      | Ella Nelson            | Australia                  | 0.155          | 22.66 | (C)       |
| 3   | 4      | Jodie Williams         | Marea Britanie             | 0.135          | 22.69 | (c), (SB) |
| 4   | 1      | Lorène Bazolo          | Portugalia                 | 0.166          | 23.01 | (PB)      |
| 5   | 8      | Chisato Fukushima      | Japonia                    | 0.125          | 23.21 |           |
| 6   | 5      | LaVerne Jones-Ferrette | Insulele Virgine Americane | 0.127          | 23.35 |           |
| 7   | 2      | Vitória Cristina Rosa  | Brazilia                   | 0.191          | 23.35 | (SB)      |
| 8   | 7      | Sheniqua Ferguson      | Bahamas                    | 0.153          | 23.62 |           |
|     |        |                        |                            | Vânt: +0,5 m/s |       |           |

#### Seria a 8-a
| Loc | Culoar | Nume                 | Naționalitate              | Reacție        | Timp  | Note      |
| --- | ------ | -------------------- | -------------------------- | -------------- | ----- | --------- |
| 1   | 8      | Tori Bowie           | Statele Unite ale Americii | 0.145          | 22.47 | (C)       |
| 2   | 6      | Murielle Ahouré      | Coasta de Fildeș           | 0.156          | 22.52 | (C), (SB) |
| 3   | 3      | Mujinga Kambundji    | Elveția                    | 0.139          | 22.78 | (c), (SB) |
| 4   | 1      | Nadine Gonska        | Germania                   | 0.129          | 23.03 |           |
| 5   | 5      | Eleni Artymata       | Cipru                      | 0.166          | 23.27 |           |
| 6   | 2      | Arialis Gandulla     | Cuba                       | 0.149          | 23.41 |           |
| 7   | 7      | Brenessa Thompson    | Guyana                     | 0.155          | 23.65 |           |
| 8   | 4      | Maizurah Abdul Rahim | Brunei                     | 0.173          | 28.02 | (PB)      |
|     |        |                      |                            | Vânt: +0,1 m/s |       |           |

#### Seria a 9-a
| Loc | Culoar | Nume                    | Naționalitate              | Reacție        | Timp  | Note      |
| --- | ------ | ----------------------- | -------------------------- | -------------- | ----- | --------- |
| 1   | 3      | Edidiong Odiong         | Bahrain                    | 0.156          | 22.74 | (C), (PB) |
| 2   | 1      | Semoy Hackett           | Trinidad și Tobago         | 0.162          | 22.78 | (C)       |
| 3   | 6      | Veronica Campbell-Brown | Jamaica                    | 0.170          | 22.97 |           |
| 4   | 8      | Olga Safronova          | Kazahstan                  | 0.144          | 23.29 |           |
| 5   | 7      | Ashley Kelly            | Insulele Virgine Britanice | 0.191          | 23.61 |           |
| 6   | 4      | Tameka Williams         | Sfântul Cristofor și Nevis | 0.160          | 23.61 |           |
| 7   | 2      | Sabina Veit             | Slovenia                   | 0.161          | 23.75 |           |
| 8   | 5      | Kristina Pronzhenko     | Tadjikistan                | 0.213          | 25.53 |           |
|     |        |                         |                            | Vânt: +0,6 m/s |       |           |

### Semifinale
Reguli de calificare: primele două din fiecare serie (Q) si încă două cu cel mai rapid timp (c) se califică în finală

#### Semifinala 1
| Loc | Culoar | Nume              | Naționalitate              | Reacție        | Timp  | Note      |
| --- | ------ | ----------------- | -------------------------- | -------------- | ----- | --------- |
| 1   | 3      | Dafne Schippers   | Olanda                     | 0.139          | 21.96 | (C)       |
| 2   | 4      | Elaine Thompson   | Jamaica                    | 0.164          | 22.13 | (C), (SB) |
| 3   | 5      | Deajah Stevens    | Statele Unite ale Americii | 0.170          | 22.38 | (C)       |
| 4   | 7      | Dina Asher-Smith  | Marea Britanie             | 0.143          | 22.49 | (c)       |
| 5   | 6      | Blessing Okagbare | Nigeria                    | 0.179          | 22.69 |           |
| 6   | 2      | Mujinga Kambundji | Elveția                    | 0.121          | 22.83 |           |
| 7   | 8      | Lisa Mayer        | Germania                   | 0.162          | 22.90 |           |
| 8   | 1      | Tynia Gaither     | Bahamas                    | 0.149          | 23.45 |           |
|     |        |                   |                            | Vânt: +0,1 m/s |       |           |

#### Semifinala a 2-a
| Loc | Culoar | Nume                | Naționalitate              | Reacție        | Timp  | Note      |
| --- | ------ | ------------------- | -------------------------- | -------------- | ----- | --------- |
| 1   | 3      | Marie Josée Ta Lou  | Coasta de Fildeș           | 0.156          | 22.28 | (C), (PB) |
| 2   | 4      | Ivet Lalova-Collio  | Bulgaria                   | 0.127          | 22.42 | (C), (SB) |
| 3   | 7      | Ella Nelson         | Australia                  | 0.165          | 22.50 | (PB)      |
| 4   | 6      | Jenna Prandini      | Statele Unite ale Americii | 0.196          | 22.55 |           |
| 5   | 5      | Nataliya Pohrebnyak | Ucraina                    | 0.163          | 22.81 |           |
| 6   | 8      | Semoy Hackett       | Trinidad și Tobago         | 0.240          | 22.94 |           |
| 7   | 2      | Ángela Tenorio      | Ecuador                    | 0.160          | 22.99 |           |
| 8   | 1      | Jodie Williams      | Marea Britanie             | 0.173          | 22.99 |           |
|     |        |                     |                            | Vânt: +0,1 m/s |       |           |

#### Semifinala a 3-a
| Loc | Culoar | Nume              | Naționalitate              | Reacție        | Timp  | Note |
| --- | ------ | ----------------- | -------------------------- | -------------- | ----- | ---- |
| 1   | 4      | Tori Bowie        | Statele Unite ale Americii | 0.145          | 22.13 | (C)  |
| 2   | 6      | Michelle-Lee Ahye | Trinidad și Tobago         | 0.153          | 22.25 | (C)  |
| 3   | 8      | Simone Facey      | Jamaica                    | 0.158          | 22.57 | (SB) |
| 4   | 5      | Murielle Ahouré   | Coasta de Fildeș           | 0.144          | 22.59 |      |
| 5   | 2      | Gina Lückenkemper | Germania                   | 0.196          | 22.73 |      |
| 6   | 3      | Edidiong Odiong   | Bahrain                    | 0.156          | 22.84 |      |
| 7   | 7      | Nercely Soto      | Venezuela                  | 0.174          | 22.88 | (SB) |
| 8   | 1      | Crystal Emmanuel  | Canada                     | 0.149          | 23.05 |      |
|     |        |                   |                            | Vânt: +0,8 m/s |       |      |

### Finala
| Loc | Culoar | Nume               | Naționalitate              | Reacție        | Timp  | Note |
| --- | ------ | ------------------ | -------------------------- | -------------- | ----- | ---- |
| 1   | 6      | Elaine Thompson    | Jamaica                    | 0.152          | 21.78 | (SB) |
| 2   | 4      | Dafne Schippers    | Olanda                     | 0.141          | 21.88 | (SB) |
| 3   | 5      | Tori Bowie         | Statele Unite ale Americii | 0.143          | 22.15 |      |
| 4   | 3      | Marie Josée Ta Lou | Coasta de Fildeș           | 0.153          | 22.21 | (RN) |
| 5   | 2      | Dina Asher-Smith   | Marea Britanie             | 0.135          | 22.31 | (SB) |
| 6   | 7      | Michelle-Lee Ahye  | Trinidad și Tobago         | 0.158          | 22.34 |      |
| 7   | 1      | Deajah Stevens     | Statele Unite ale Americii | 0.171          | 22.65 |      |
| 8   | 8      | Ivet Lalova-Collio | Bulgaria                   | 0.104          | 22.69 |      |
|     |        |                    |                            | Vânt: -0.1 m/s |       |      |

## Legendă
RA Record african | AM Record american | AS Record asiatic | RE Record european | OCRecord oceanic | RO Record olimpic | RM Record mondial | RN Record național | SA Record sud-american | RC Record al competiției | DNF Nu a terminat | DNS Nu a luat startul | DS Descalificare | EL Cea mai bună performanță europeană a anului | PB Record personal | SB Cea mai bună performanță a sezonului | WL Cea mai bună performanță mondială a anului 